# 品川氏恒
品川 氏恒（しながわ うじつね、生没年不詳）は、幕末の高家旗本。高家旗本戸田氏倚の四男。養父は品川氏繁。通称は貞之丞。官位は従五位下、侍従・式部大輔。
弘化3年（1846年）11月1日、将軍徳川家慶に御目見する。嘉永3年（1850年）11月4日、養父の死去により家督を相続する。嘉永4年（1851年）11月20日、高家職に就き、従五位下、侍従・式部大輔に叙任する。慶応4年（1868年）3月、辞職する。5月に朝廷に帰順して本領安堵され、朝臣に列して中大夫席に列した。その後、氏恒は隠居したと見られ、明治元年11月の勤王奉答書には「品川第二郎氏次」の名義で署名されている。
子女に養子銀次郎（氏繁の子）と娘を確認できる。

## 系譜
- 父：戸田氏倚
- 母：不詳
- 養父：品川氏繁
- 妻：不詳
- 子女
  - 女子
- 養子：品川銀次郎 - 品川氏繁の子